# Otto Hanisch (Politiker)
Friedrich Otto Hanisch (* 10. September 1843 in Pirna; † 6. August 1924 ebenda) war Kaufmann und Mitglied des Deutschen Reichstags.

## Leben
Hanisch besuchte die Volksschule zu Pirna. Er lernte praktisch in der Eisenbranche, etablierte sich 1868 und brachte den Betrieb aus kleinen Anfängen zu einem größeren, angesehenen Eisenwarengeschäft empor. Er war zwölf Jahre Mitglied der Handels- und Gewerbekammer zu Dresden und von 1875 bis 1884 Stadtverordneter in Pirna. Ab 1884 war er Stadtrat in Pirna und Mitglied des Bezirkstages für die Amtshauptmannschaft Pirna. Er wurde mit dem Ritterkreuz des Königlich Sächsischen Albrechts-Ordens ausgezeichnet.
Von 1907 bis 1912 war er Mitglied des Deutschen Reichstags für den Wahlkreis Königreich Sachsen 8 (Pirna, Sebnitz) als Kompromisskandidat der konservativen Kräfte im Wahlkreis auf Betreiben des Alldeutschen Verbands.